# 豊岡市消防本部
豊岡市消防本部（とよおかししょうぼうほんぶ）は、兵庫県豊岡市の消防部局（消防本部）。管轄区域は豊岡市全域。

## 概要
- 消防本部：豊岡市昭和町4-33
- 管内面積：697.66km2
- 職員定数：131人
- 消防署1カ所、分署3カ所、出張所1カ所、駐在所1カ所
- 主力機械（2021年4月1日現在）
  - 普通消防ポンプ自動車：4
  - 水槽付消防ポンプ自動車：3
  - はしご付消防自動車：1
  - ブーム付きポンプ車：１
  - 化学消防自動車：1
  - 救急自動車：8
  - 救助工作車：1
  - 指揮車：1
  - 広報車：5
  - 資機材搬送車：2

## 沿革
- 1950年4月1日 自治体消防として、豊岡市消防本部・豊岡市消防署を設置する。
- 1960年2月1日 救急業務を開始する。
- 1971年10月1日 城崎郡城崎町が城崎町消防本部・城崎町消防署を設置する。
- 1975年10月1日 豊岡市消防署港分遣所を開設する。
- 1982年4月1日 城崎町消防署竹野出張所を開設する。
- 1983年9月1日 豊岡市・城崎郡日高町・出石郡出石町・但東町の1市3町による一部事務組合の北但広域消防事務組合の設立が兵庫県知事より許可される。
- 1983年10月1日 豊岡市消防本部が組合消防に移行し、北但広域消防事務組合消防本部が発足する。豊岡市消防署を豊岡消防署に改称する。日高出張所を開設する。
- 1984年9月28日 出石郡出張所を開設する。
- 1988年12月26日 救助工作車を豊岡消防署に配備する。
- 1989年10月31日 現在地に消防本部・消防署庁舎が完成する。
- 1994年2月1日 高規格救急自動車を豊岡消防署に配備する。
- 1994年12月12日 はしご付消防自動車を豊岡消防署に配備する。
- 1995年3月1日 豊岡市・城崎郡城崎町・竹野町・日高町・出石郡出石町・但東町の1市5町による一部事務組合の北但行政事務組合の設立が兵庫県知事より許可される。
- 1995年4月1日 北但行政事務組合が発足し、消防事務を北但行政事務組合で開始する。消防本部の名称を北但消防本部に改称する。
- 1996年1月22日 北但行政事務組合規約変更（城崎町・竹野町の消防事務加入）が兵庫県知事より許可される。
- 1996年3月31日 港分遣所を廃止する。
- 1996年4月1日 城崎町・竹野町の消防事務加入に伴い、北但消防本部を再編する。城崎町消防本部が組合消防に移行し、1署3分署（日高・出石郡・城崎）1出張所（竹野）体制となる。
- 2005年4月1日 豊岡市・城崎町・竹野町・日高町・出石町・但東町の新設合併に伴い、新たな豊岡市が誕生する。
  - 合併の前日をもって北但行政事務組合が解散し、豊岡市に承継する。単独消防として豊岡市消防本部を設置する。
- 2006年10月 但東総合支所内に出石分署但東駐在所が開設。

## 組織
- 本部-総務課、警防課、予防課
- 消防署

## 消防署
| 消防署     | 住所       | 分署等 |
| ---------- | ---------- | --- |
| 豊岡消防署 | 昭和町4-33 | 日高分署：日高町国分寺857-1 出石分署：出石町寺坂194 城崎分署：城崎町湯島584 竹野出張所：竹野町松本46-1 但東駐在所：但東町出合150 |